# Eiersplitser

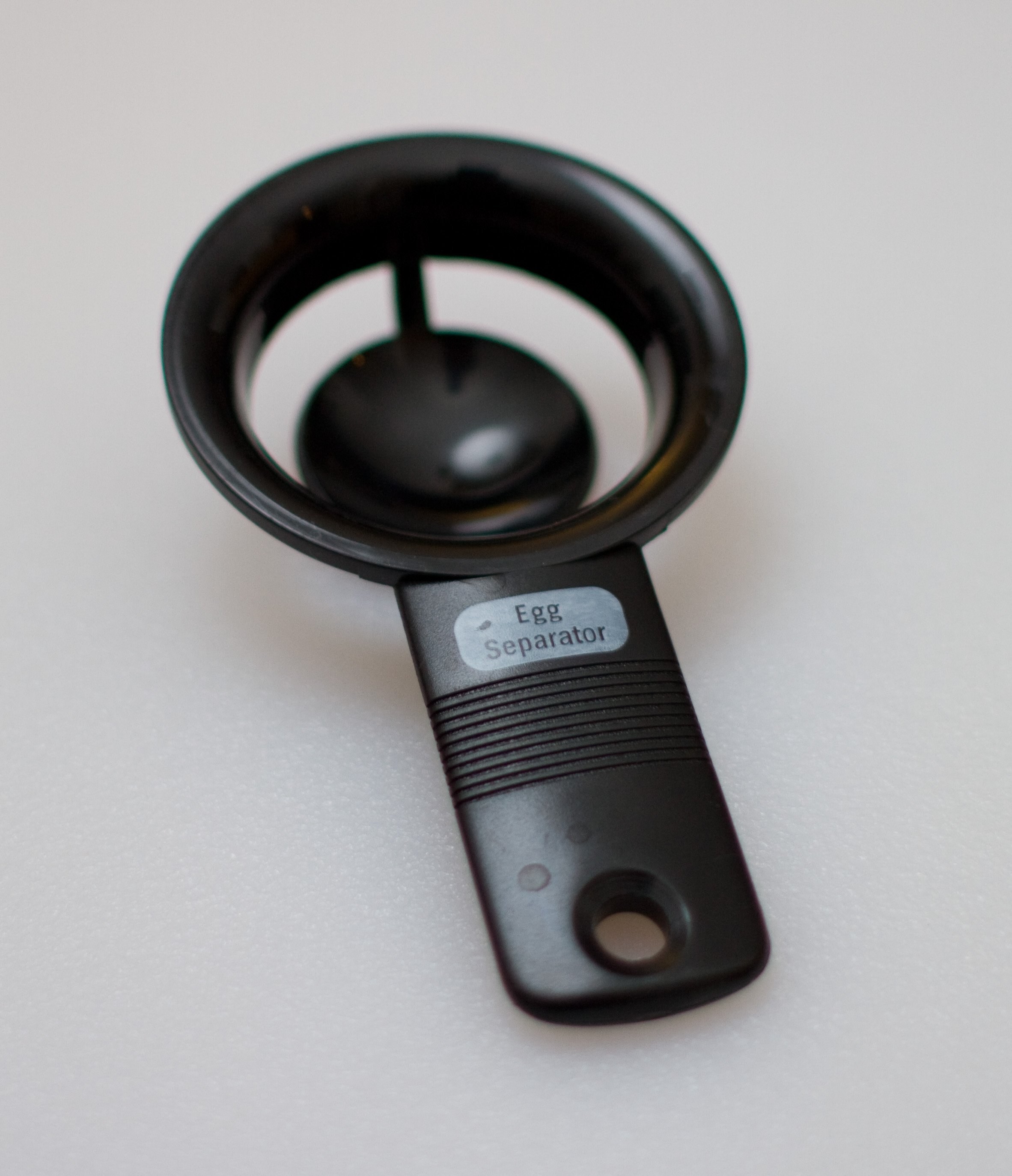
Eiersplitser

Een eiersplitser is een huishoudelijk apparaatje om het eigeel en eiwit in een ei te scheiden.
Het bestaat uit een klein kuipje met daarin in het midden een kleine bolling, en aan de bovenranden aan twee kanten een gleuf. Verder zit aan de bovenkant van het kuipje een handvaatje. Wanneer je een ei hebt opengebroken, laat je het geheel voorzichtig in de splitser glijden. Het eigeel zal in de kleine bolling op de bodem vallen en het eiwit loopt via de gleuven aan de zijkanten uit het kuipje. Zo worden het geel en het wit van elkaar gescheiden.
Veel mensen splitsen eieren met hun handen (wat anderen een vies gevoel vinden) en andere gebruiken de eierschaal-helften (die relatief scherp zijn en de dooierzak kunnen beschadigen). Met een eiersplitser is het splitsen hygiënisch en eenvoudig uit te voeren.